# This Is It (conciertos)
This Is It era una gira musical de residencia prevista de cincuenta conciertos de Michael Jackson, que se tenía que haber celebrado en el O2 Arena de Londres. Estaba pensada para comenzar el 13 de julio de 2009 y continuar hasta el 6 de marzo de 2010. Sin embargo, con todas las entradas de los conciertos vendidas, Jackson sufrió un paro respiratorio y murió debido a ello, a menos de tres semanas para el comienzo de la gira. Jackson anunció oficialmente los conciertos en una conferencia de prensa en el O2 Arena y afirmó que This Is It iba a ser su última gira de conciertos. AEG Live, promotora de This Is It, dio a conocer un video promocional que ocupaba un corte comercial entero, estableciendo un récord para la ITV. Los espectáculos debían ser la primera serie importante de conciertos de Jackson desde el HIStory World Tour acabado en el año 1997 , además había sido llamado como el evento musical más esperado del año. Randy Phillips, Presidente y jefe ejecutivo de AEG Live, dijo que solo las primeras 10 fechas habían recaudado aproximadamente 50 millones de libras. Jackson ni siquiera había regresado y hubiera establecido un nuevo récord con la venta de entradas más rápida de la historia.
Originalmente solo 10 conciertos fueron anunciados, pero las entradas se agotaron en menos de una hora y la demanda pública para los boletos dio como resultado en 50 conciertos. La venta de entradas rompió varios récords y AEG Live dijo que Jackson podría haber vendido más shows (algunos incluso sugirieron hasta 200). Las ventas de los álbumes de Jackson aumentaron tras el anuncio. En preparación para la serie de conciertos, el cantante pop había estado colaborando con numerosas personas famosas, como el diseñador de modas Christian Audigier, el coreógrafo Kenny Ortega. Antes de la muerte de Jackson, Allgood Entertainment demandó al cantante por 40 millones de dólares, declarando que había violado un acuerdo de exclusividad con ellos aceptando los conciertos de This Is It. Posteriormente el caso fue descartado.
A la luz de la muerte de Jackson, AEG Live ofreció cualquier reembolso completo a todos los poseedores de entradas o un boleto especial de recuerdo diseñado por el artista. Los espectáculos cancelados, la venta de entradas sin precedentes y la posibilidad de una gira mundial, hacen a los shows de Jackson "el mayor concierto que nunca sucedió". Columbia Pictures adquirió las imágenes de los ensayos del show e hizo una película del concierto titulada Michael Jackson's This Is It. El patrimonio de Jackson recibió el 90% de las ganancias mientras que el 10% restante fue a AEG Live. Columbia Pictures había garantizado por lo menos 60 millones de dólares por los derechos. Coincidiendo con el lanzamiento de las imágenes del concierto, fue lanzado un álbum de acompañamiento.

## Promoción y significado
Promocional de la gira

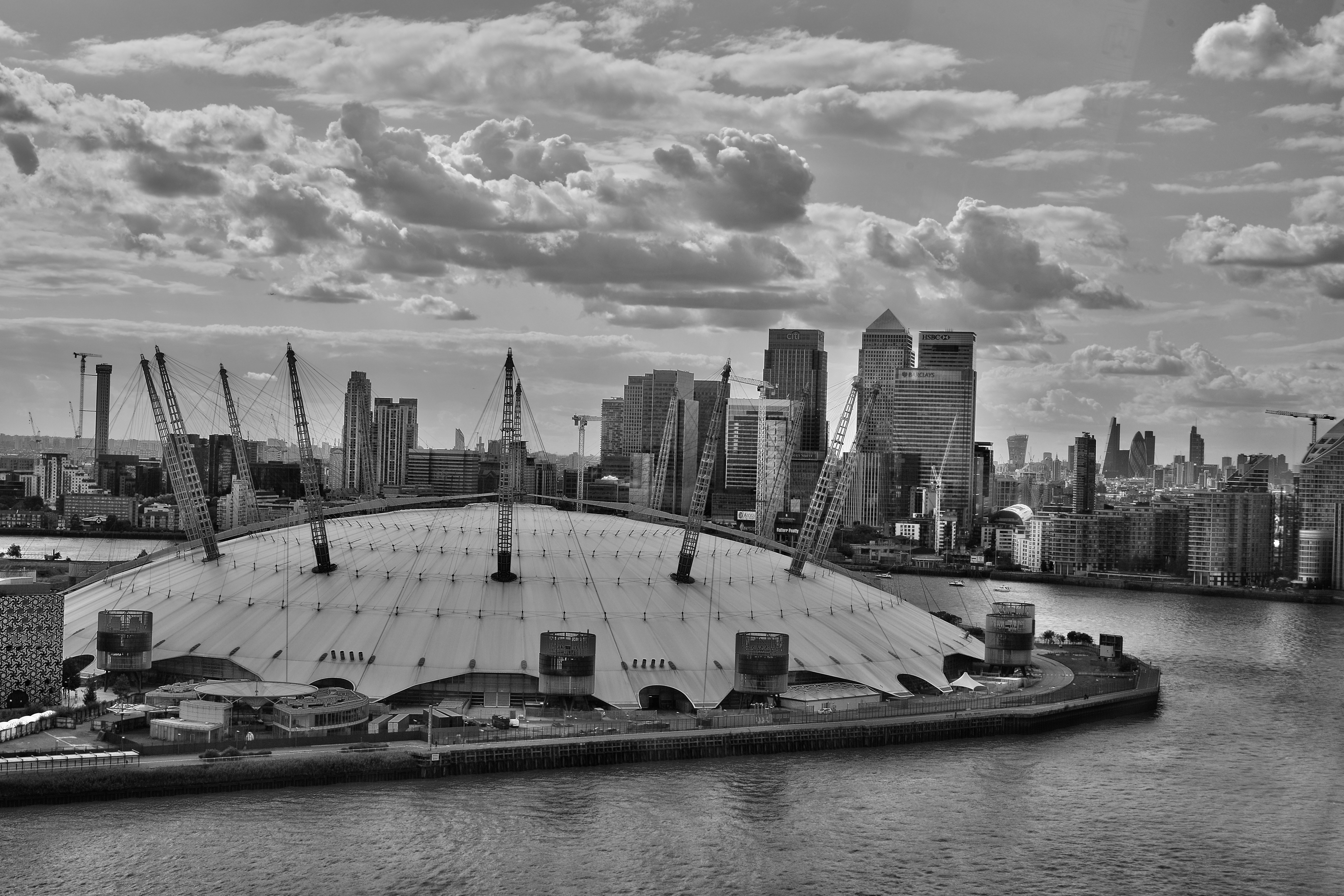
The O2 Arena, Donde los conciertos serían realizados

El anuncio de los 10 espectáculos de Jackson fue hecho por el cantante, durante una conferencia de prensa en el O2 Arena el 5 de marzo de 2009. Hasta 7000 seguidores y 350 reporteros esperaban la llegada de Jackson, muchos vestidos con ropa relacionada con el cantante. Jackson comentó en la conferencia, "Quería decir que estas serán mis actuaciones finales en Londres. Cuando digo que esto es todo, es porqué realmente significa que esto es todo", añadiendo que era su "llamada a escena definitiva", a pesar de que puede haber estado refiriéndose a las actuaciones a realizar en Londres. Los organizadores promocionaron la residencia como "unos espectáculos dramáticos que prometen un explosivo regreso con una banda del calibre más alto, un espectáculo de vanguardia e increíbles actos de apoyo sorpresa".  Antes de la conferencia de prensa, carteles promocionales se exhibieron alrededor de Londres. Además el anuncio ocupó todo un período de pausa comercial en ITV de Londres durante el Dancing on Ice, la primera vez que esto ha sucedido para un artista musical. La emisión del anuncio, que costó un millón de libras, fue visto por 11 millones de personas. 
Los espectáculos, son los primeros  conciertos importantes de Jackson desde el HIStory World Tour acabado en el año 1997, estos habían sido identificados como uno de los más importantes eventos musicales del año y como el mayor regreso en la historia del pop. Randy Phillips, presidente y jefe ejecutivo de AEG Live, declaró que con las primeras 10 fechas, el cantante ganaría aproximadamente 50 millones de libras (aproximadamente 80,1 millones de dólares). The Guardian calificó a los 10 conciertos anunciados como "un regreso sorprendente para un hombre que en los últimos años ha sido perseguido por la controversia", añadiendo que aún tenía "una enorme influencia comercial". The Evening Standard dijo que el acuerdo era el "golpe de Estado del mundo del espectáculo de la década" por AEG Live, mientras que The Independent señaló que los 50 conciertos finalizados proporcionaría a Londres un impulso económico "muy necesario". Joe Cohen, jefe ejecutivo de Seatwave, había dicho a BBC 6 Music que los espectáculos generarían un billón de libras para la economía.

## Supuestos acompañantes de la gira
Desde que se anunció la gira de Michael Jackson, muchos especularon quienes serían sus teloneros y acompañantes, de los cuales se pensó que eran Britney Spears y Justin Timberlake, sin embargo nada de eso se oficializó debido a su muerte. 
Un año después de la muerte del cantante, Travis Payne; coreógrafo del cantante, aseguró que Michael escuchaba la música de Lady Gaga durante los ensayos de la gira para inspirarse. Por otro lado, Lady Gaga en una entrevista para la CNN declaró que ella iba a ser la telonera de la gira ''This Is It'', que tenían planeado hacer duetos durante la gira y que estaba muy dolida por la muerte inesperada del cantante.
En el último tour se iban a incluir más de 20 canciones las cuales la mayoría iban a estar cortadas en el segundo verso para dar tiempo a la extensa lista de canciones de los 50 conciertos programados, penso que cuando el tour saliera de Londres el tracklist cambiaría como era común en los conciertos de Michael Jackson.

## Cancelación
La gira fue suspendida  por la inesperada muerte del cantante, el 25 de junio de 2009. Un día después de su muerte anunciaron la cancelación de la gira.

## Ensayos y producción
Audiciones
- 15 de abril de 2009

ensayos en el CenterStaging, Burbank
- 16 de abril de 2009
- 6 de mayo de 2009
- 12 de mayo de 2009
- 25 de mayo de 2009
- 27 de mayo de 2009
- 29 de mayo de 2009

Ensayos en The forum, California
- 3 de junio de 2009
- 4 de junio de 2009
- 5 de junio de 2009
- 6 de junio de 2009
- 11 de junio de 2009
- 12 de junio de 2009
- 16 de junio de 2009
- 17 de junio de 2009
- 18 de junio de 2009
- 19 de junio de 2009

Ensayos en Straples Center, Los Ángeles
- 23 de junio de 2009
- 24 de junio de 2009

## Setlist
Setlist de principios de junio de 2009
. "The Light Man" (intro)
1. "Wanna Be Startin' Somethin'" (con un fragmento a capela de "Speechless")
2. "Jam" (con extractos de "Another Part of Me")
3. "The Drill" Secuencia de Baile (con extractos de "Bad", "Dangerous", y "Mind Is the Magic")
4. "They Don't Care About Us" (con extractos de "HIStory", "She Drives Me Wild", y "Why You Wanna Trip on Me")
5. "Human Nature"
6. "Stranger in Moscow"
7. "Smooth Criminal"
8. "The Way You Make Me Feel"
9. The Jackson 5 Medley: "I Want You Back" / "The Love You Save" / "I'll Be There"
10. "Don't Stop 'Til You Get Enough" / "Shake Your Body (Down to the Ground)"
11. "Rock with You"
12. "I Just Can't Stop Loving You" dueto con Judith Hill
13. "Dangerous" (contiene muestras de "Morphine", "2000 Watts", "This Place Hotel", "Stranger in Moscow", "Psycho Theme", "Owner of a Lonely Heart" de Yes, "The Good, the Bad and the Ugly Theme" de Ennio Morricone, "Smooth Criminal", "You Want This" y "Let's Dance" de Janet Jackson, "Get Happy" de Judy Garland, "James Bond Theme" de Monty Norman, y una intro de guitarra de "A View to a Kill" de Duran Duran)
14. "Black or White"
15. "Dirty Diana"
16. "Beat It"
17. "Thriller" (con extractos de "Ghosts - Underscore" y "Threatened")
18. "Earth Song"
19. "We Are the World" / "Heal the World"
20. "You Are Not Alone"
21. "Billie Jean"
22. "Will You Be There"
23. "Man in the Mirror"

Material adicional 
"Butterflies"
"State Of Shock"
"Speechless"
"Smile"
"This Place Hotel (posible interludio)"
Setlist de 25 de junio de 2009
. "The Light Man" (intro)
1. "Wanna Be Startin' Somethin'" (con un fragmento a capela de "Speechless")
2. Off the Wall Medley: "Don't Stop 'Til You Get Enough" / "Rock with You"
3. "The Drill" Secuencia de Baile (con extractos de "Bad", "Dangerous", y "Mind Is the Magic")
4. "They Don't Care About Us" (con extractos de "HIStory", "She Drives Me Wild", y "Why You Wanna Trip on Me")
5. "Human Nature"
6. "Stranger in Moscow"
7. "Smooth Criminal"
8. "The Way You Make Me Feel"
9. "I Just Can't Stop Loving You" dueto con Judith Hill
10. "Dangerous" (contiene muestras de "Morphine", "2000 Watts", "This Place Hotel", "Stranger in Moscow", "Psycho Theme", "Owner of a Lonely Heart" de Yes, "The Good, the Bad and the Ugly Theme" de Ennio Morricone, "Smooth Criminal", "You Want This" y "Let's Dance" de Janet Jackson, "Get Happy" de Judy Garland, "James Bond Theme" de Monty Norman, y una intro de guitarra de "A View to a Kill" de Duran Duran)
11. "Dirty Diana"
12. "Beat It"
13. "Thriller" (con extractos de "Ghosts - Underscore" y "Threatened")
14. "Earth Song"
15. "We Are the World" / "Heal the World"
16. "Black or White"
17. "Billie Jean"
18. "Man in the Mirror"

## Fechas
| Fecha                    | Ciudad  | País        | Lugar del concierto |
| ------------------------ | ------- | ----------- | ------------------- |
| Primera Fase             |         |             |                     |
| 13 de julio de 2009      | Londres | Reino Unido | The O2 Arena        |
| 16 de julio de 2009      | Londres | Reino Unido | The O2 Arena        |
| 18 de julio de 2009      | Londres | Reino Unido | The O2 Arena        |
| 22 de julio de 2009      | Londres | Reino Unido | The O2 Arena        |
| 24 de julio de 2009      | Londres | Reino Unido | The O2 Arena        |
| 26 de julio de 2009      | Londres | Reino Unido | The O2 Arena        |
| 28 de julio de 2009      | Londres | Reino Unido | The O2 Arena        |
| 30 de julio de 2009      | Londres | Reino Unido | The O2 Arena        |
| 1 de agosto de 2009      | Londres | Reino Unido | The O2 Arena        |
| 3 de agosto de 2009      | Londres | Reino Unido | The O2 Arena        |
| 10 de agosto de 2009     | Londres | Reino Unido | The O2 Arena        |
| 12 de agosto de 2009     | Londres | Reino Unido | The O2 Arena        |
| 17 de agosto de 2009     | Londres | Reino Unido | The O2 Arena        |
| 19 de agosto de 2009     | Londres | Reino Unido | The O2 Arena        |
| 24 de agosto de 2009     | Londres | Reino Unido | The O2 Arena        |
| 26 de agosto de 2009     | Londres | Reino Unido | The O2 Arena        |
| 28 de agosto de 2009     | Londres | Reino Unido | The O2 Arena        |
| 30 de agosto de 2009     | Londres | Reino Unido | The O2 Arena        |
| 1 de septiembre de 2009  | Londres | Reino Unido | The O2 Arena        |
| 3 de septiembre de 2009  | Londres | Reino Unido | The O2 Arena        |
| 6 de septiembre de 2009  | Londres | Reino Unido | The O2 Arena        |
| 8 de septiembre de 2009  | Londres | Reino Unido | The O2 Arena        |
| 10 de septiembre de 2009 | Londres | Reino Unido | The O2 Arena        |
| 21 de septiembre de 2009 | Londres | Reino Unido | The O2 Arena        |
| 23 de septiembre de 2009 | Londres | Reino Unido | The O2 Arena        |
| 27 de septiembre de 2009 | Londres | Reino Unido | The O2 Arena        |
| 29 de septiembre de 2009 | Londres | Reino Unido | The O2 Arena        |
| Segunda Fase             | Londres | Reino Unido | The O2 Arena        |
| 7 de enero de 2010       | Londres | Reino Unido | The O2 Arena        |
| 9 de enero de 2010       | Londres | Reino Unido | The O2 Arena        |
| 12 de enero de 2010      | Londres | Reino Unido | The O2 Arena        |
| 14 de enero de 2010      | Londres | Reino Unido | The O2 Arena        |
| 16 de enero de 2010      | Londres | Reino Unido | The O2 Arena        |
| 18 de enero de 2010      | Londres | Reino Unido | The O2 Arena        |
| 23 de enero de 2010      | Londres | Reino Unido | The O2 Arena        |
| 25 de enero de 2010      | Londres | Reino Unido | The O2 Arena        |
| 27 de enero de 2010      | Londres | Reino Unido | The O2 Arena        |
| 29 de enero de 2010      | Londres | Reino Unido | The O2 Arena        |
| 1 de febrero de 2010     | Londres | Reino Unido | The O2 Arena        |
| 3 de febrero de 2010     | Londres | Reino Unido | The O2 Arena        |
| 8 de febrero de 2010     | Londres | Reino Unido | The O2 Arena        |
| 10 de febrero de 2010    | Londres | Reino Unido | The O2 Arena        |
| 12 de febrero de 2010    | Londres | Reino Unido | The O2 Arena        |
| 16 de febrero de 2010    | Londres | Reino Unido | The O2 Arena        |
| 18 de febrero de 2010    | Londres | Reino Unido | The O2 Arena        |
| 20 de febrero de 2010    | Londres | Reino Unido | The O2 Arena        |
| 22 de febrero de 2010    | Londres | Reino Unido | The O2 Arena        |
| 24 de febrero de 2010    | Londres | Reino Unido | The O2 Arena        |
| 1 de marzo de 2010       | Londres | Reino Unido | The O2 Arena        |
| 3 de marzo de 2010       | Londres | Reino Unido | The O2 Arena        |
| 6 de marzo de 2010       | Londres | Reino Unido | The O2 Arena        |